# Diana Bredenberg
Diana Bredenberg, född 5 juli 1963 i Ekenäs, död 26 juli 2005, var en finländsk författare.
Bredenberg hade en utbildning inom kulturadministration. Hon publicerade kärlekslyrik i samlingarna Barndomskriget (1984), Hinna (1989) och Med det bruna i ditt gröna öga (1995). Återkommande teman i hennes diktning var barnets utsatthet och mellanmänsklig kommunikation.